# Szydłów (Powiat Staszowski)
Szydłów ist eine Stadt und Sitz einer Stadt-und-Land-Gemeinde (gmina miejsko-wiejska) in Polen in der Woiwodschaft Heiligkreuz etwa 43 km südöstlich von Kielce und 13 km westlich der Kreisstadt Staszów. Die Gemeinde hatte im Jahr 2006 4906 Einwohner. Der über dem Tal des Ciekąca-Bachs gelegene Hauptort wird wegen seiner erhaltenen Stadtmauern auch als das polnische Carcassonne bezeichnet.

## Geschichte
Die erste schriftliche Erwähnung von Szydłów datiert aus dem Jahr 1191. Der Chronist Jan Długosz erwähnt den Ort im Zusammenhang mit dem Tatareneinfall 1241 als Stadt. Auch unter den Fürsten und Königen Bolesław Wstydliwy, Władysław I. Ellenlang und Kasimir dem Großen wird die Stadt genannt. Unter Kasimir dem Großen, von dem sieben Besuche in der Stadt belegt sind, wurden die Stadtmauern mit drei Stadttoren (Krakauer, Opatów- und Wassertor) und die pseudo-zweischiffige gotische St.-Ladislaus-Kirche, eine der sechs Barycka-Kirchen (Sühnekirchen für die Ermordung des Priesters Marcin Barycka, der den König wegen unmoralischen Lebenswandels ermahnt hatte), sowie das befestigte Kastell errichtet. Im 14. und 15. Jahrhundert entstanden verschiedene Zünfte. 1528 wurde eine Wasserversorgung mit einem Ruhrhaus errichtet. Von der Mitte des 16. Jahrhunderts an entstand eine beachtliche jüdische Gemeinde, zugleich wurde eine steinerne Synagoge errichtet. 1565 zerstörte eine Feuersbrunst Teile der Stadt, ebenso 1630. 1655 wurden die meisten Gebäude durch schwedische und ungarische Truppen zerstört und ein Großteil der Einwohner wurde getötet. Von diesem Schlag erholte sich die Stadt nicht mehr. 1777 kam es zu einem bewaffneten Aufstand gegen den Starosten Maciej Sołtyk. 1793 wurde Szydłów Sitz des Landgerichts – dies trotz seiner zurückgegangenen Bedeutung.
1795 fiel Szydłów mit der Dritten Polnischen Teilung an Österreich. 1809 kam es an das Herzogtum Warschau und wurde bis 1850 Sitz des Landkreises. 1815 fiel der Ort an das Königreich Polen. 1822 sollten die Stadtmauern auf Abbruch versteigert werden, es fand sich jedoch kein Käufer. Zum 13. Januar 1870 wurde Szydłów das Stadtrecht entzogen. Nach Ende des Ersten Weltkriegs, in dem der Ort keinen nennenswerten Schaden erlitt, kam der Ort wieder zum neu entstandenen Polen. Die jüdische Gemeinde, deren Anteil an der Gesamtbevölkerung 1928 bei 30 % gelegen hatte, fiel dem Holocaust zum Opfer. Szydłów wurde bei den militärischen Operationen am Ende des Zweiten Weltkriegs zu 90 % zerstört. Unmittelbar nach dem Krieg begann der Wiederaufbau. Unter Mitfinanzierung der Europäischen Union setzten nach 2004 umfangreiche Renovierungen, so an der Stadtmauer und am Marktplatz, ein. Zum 1. Januar 2019 wurde Szydłów wieder zur Stadt erhoben.

## Gemeinde
Zur Gmina Szydłów gehören die Ortsteile Brzeziny, Gacki, Grabki Duże, Jabłonica, Korytnica, Kotuszów, Mokre, Osówka, Potok, Potok Rządowy, Rudki, Stary Solec, Szydłów, Wola Żyzna, Wolica und Wymysłów. Die Gemeinde zählte im Jahr 2006 4904 Einwohner, der namengebende Hauptort 1076 Einwohner. 

## Sehenswürdigkeiten
- Die St.-Ladislaus-Kirche
- Die Allerheiligenkirche vor dem Krakauer Tor (vor 1370)
- Die Ruine von Heiliggeistkirche und -spital
- Die Synagoge aus dem 16. Jahrhundert, heute kommunales Kulturzentrum
- Die Stadtmauern mit dem Krakauer Tor, dem Schatzhaus und der Burg

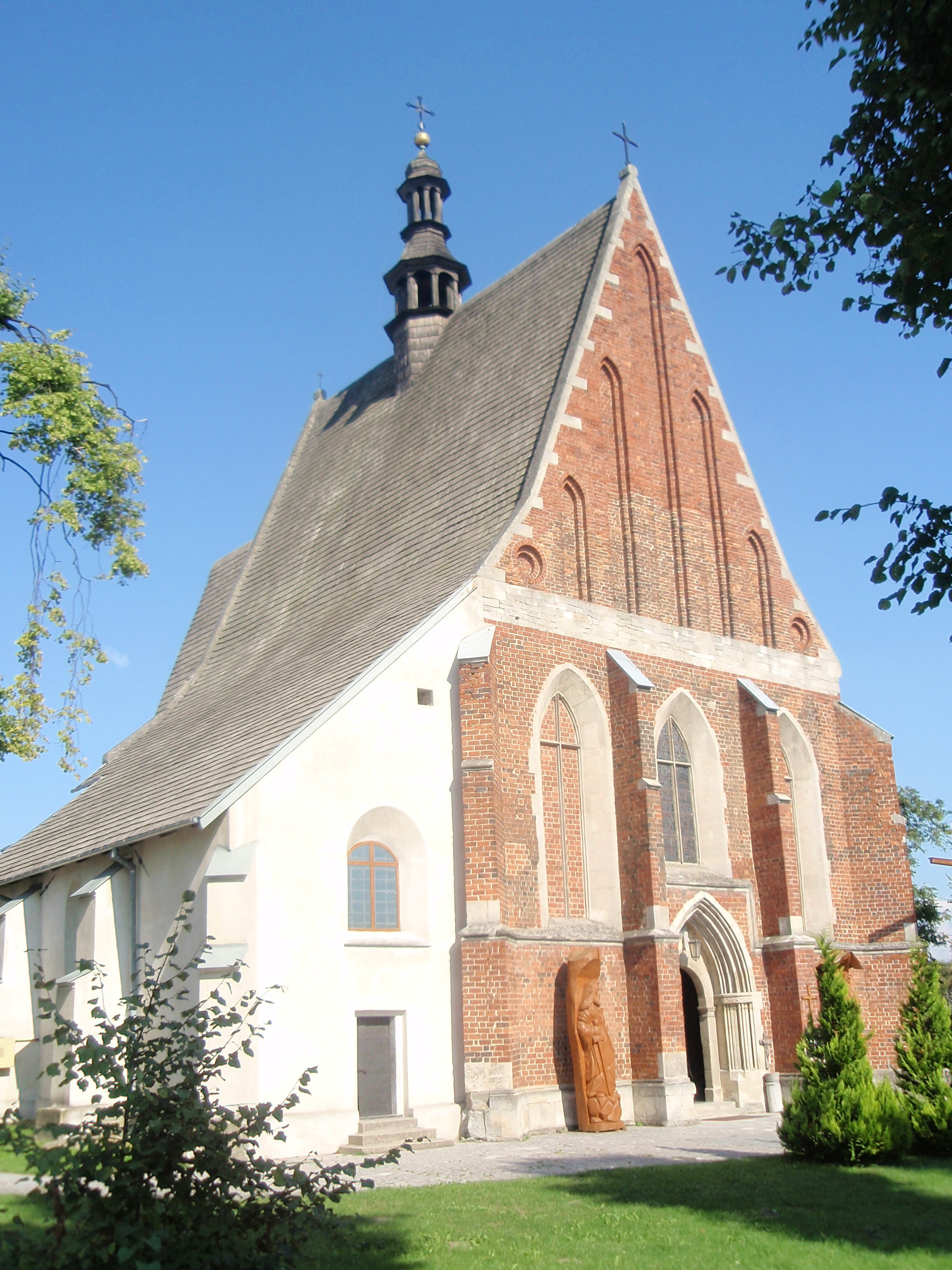
St.-Ladislaus-Kirche
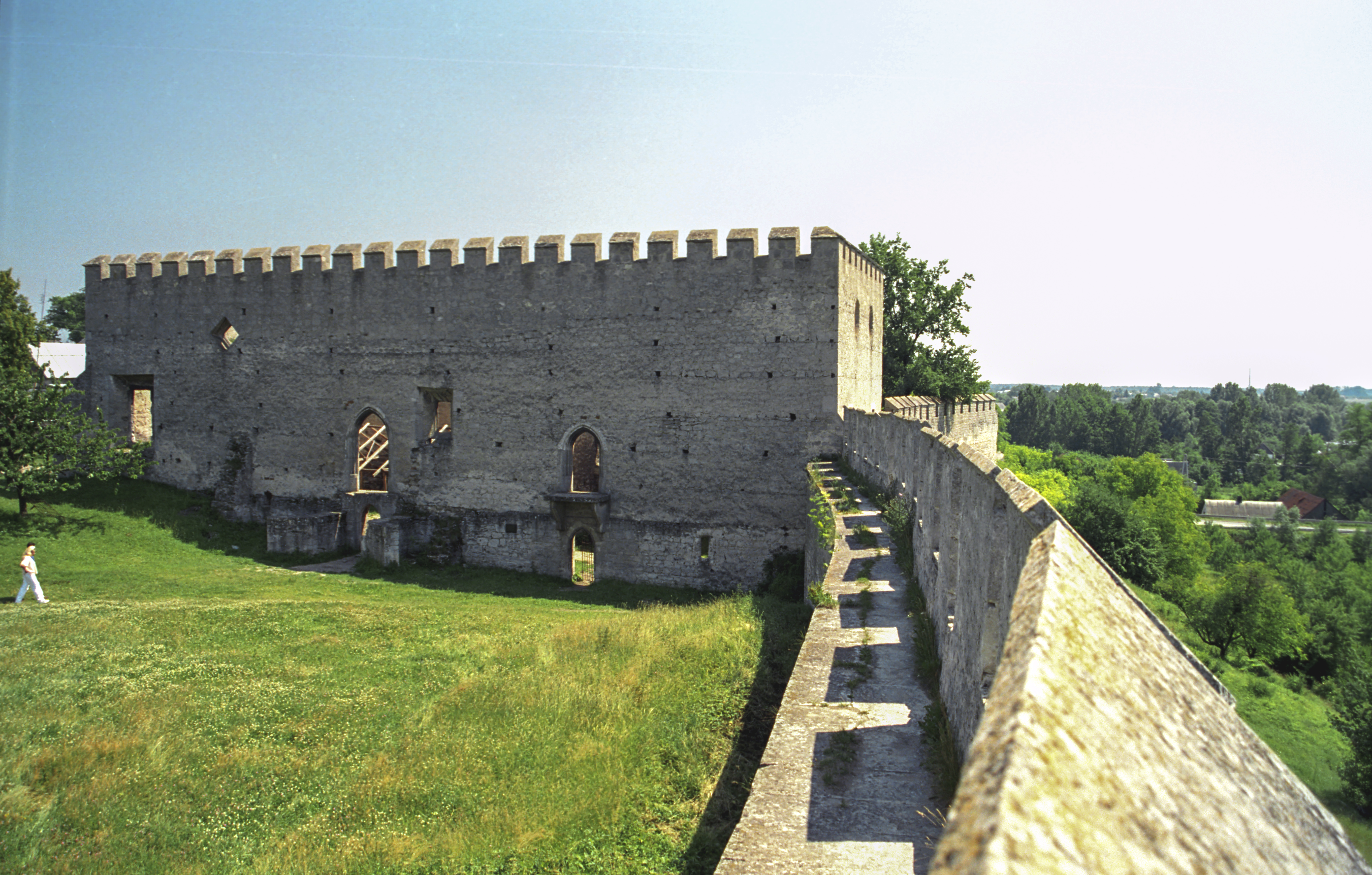
Burg
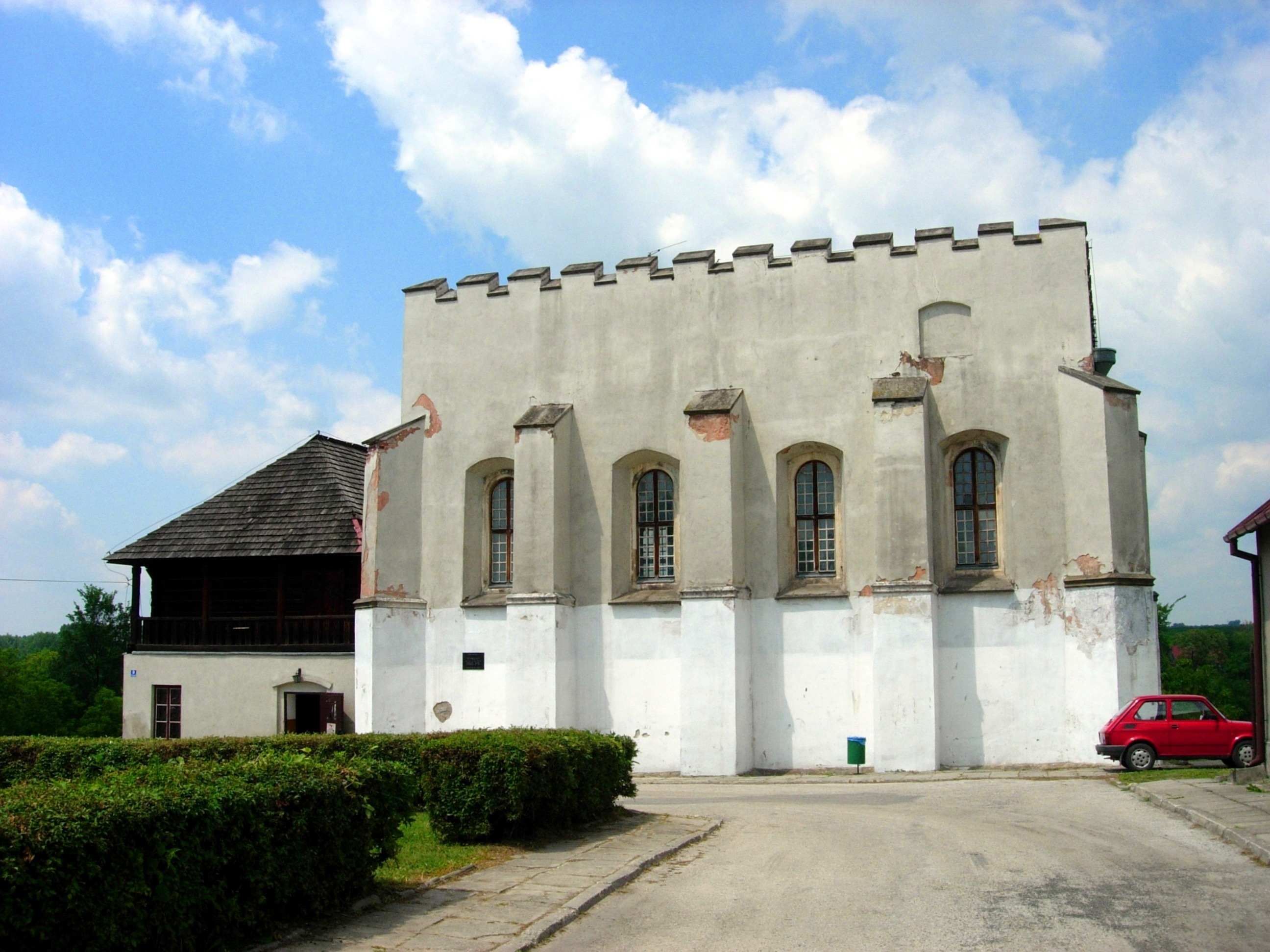
Synagoge
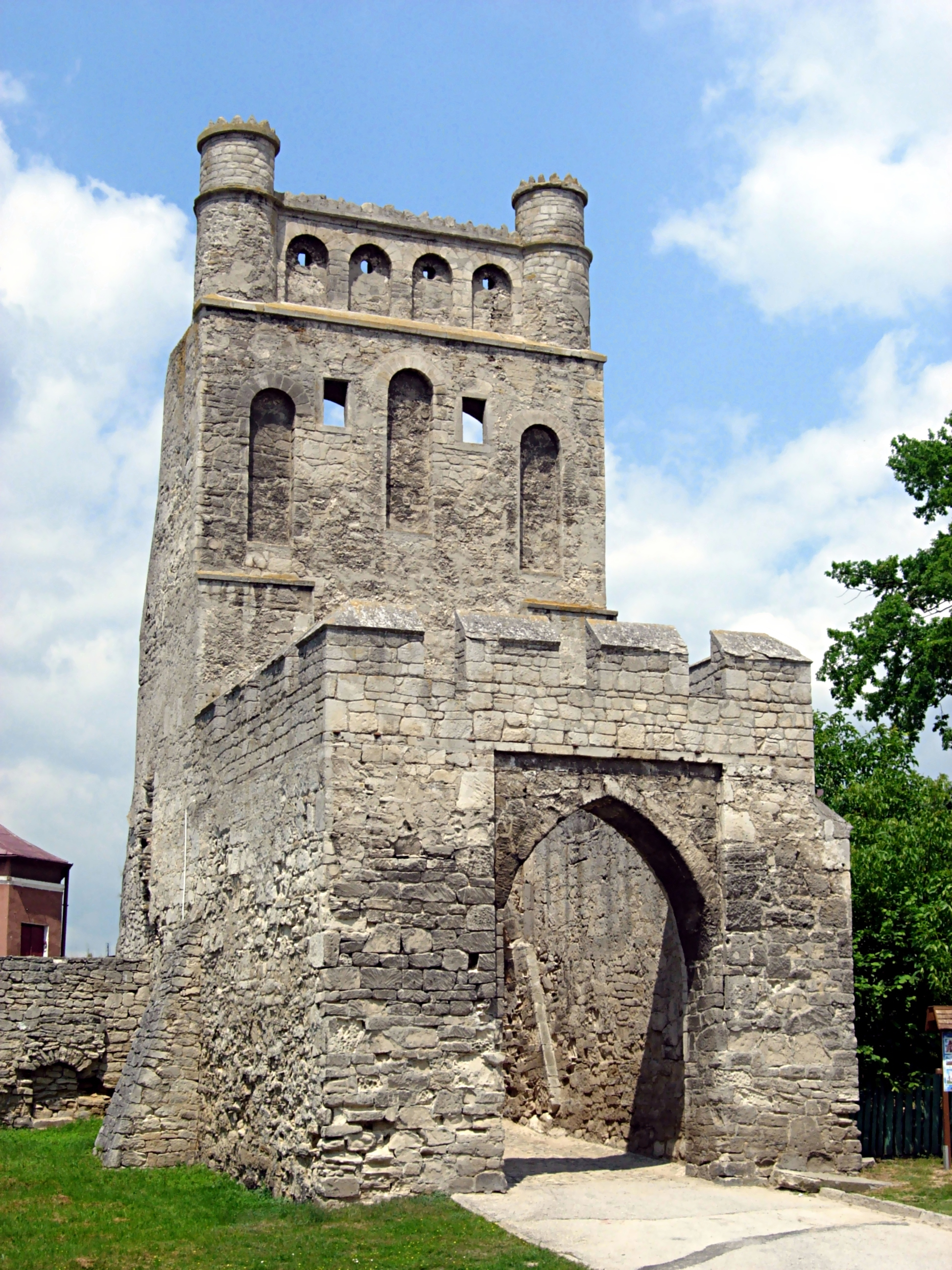
Krakauer Tor